# Mus mayori
Mus mayori és una espècie de mamífer rosegador de la família dels múrids. És endèmic de Sri Lanka, on viu a altituds d'entre 165 i 2.310 msnm. Es tracta d'un animal nocturn. El seu hàbitat natural són els boscos de diferents tipus. Està amenaçat per l'expansió dels camps de conreu, l'activitat humana i la depredació per animals domèstics. Aquest tàxon fou anomenat en honor de E. W. Mayor, que n'havia recollit l'espècimen tipus.